# Achalm (Adelsgeschlecht)

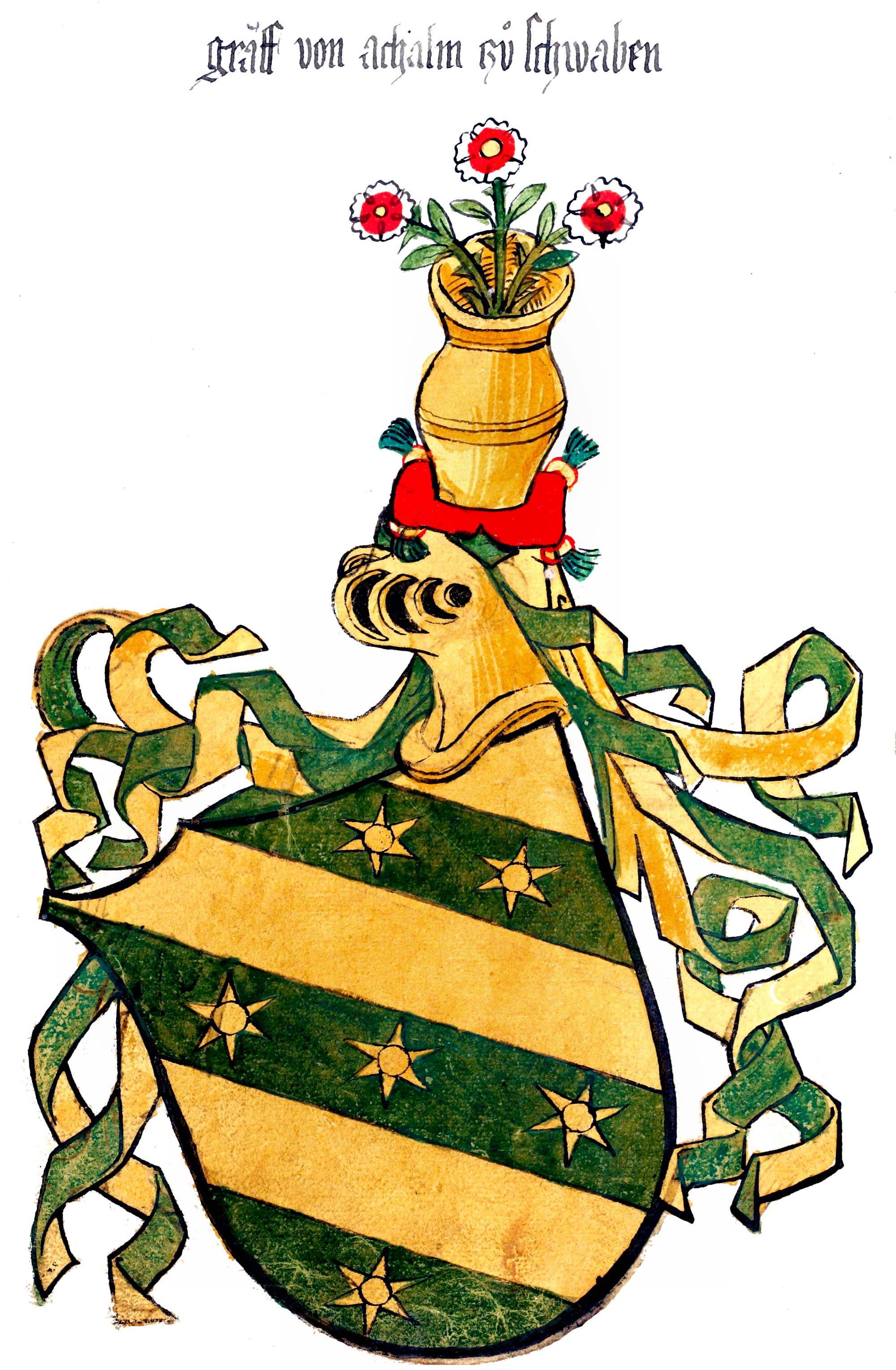
Wappen der Grafen von Achalm, Wappenbuch des St. Galler Abtes Ulrich Rösch, 15. Jahrhundert

Die Grafen von Achalm oder auch Achalmer waren eine Adelsfamilie schwäbischer Grafen, die im 11. Jahrhundert von ihrem Stammsitz auf der Burg Achalm bei Reutlingen im heutigen Baden-Württemberg wirkten.
Ihr Name und Titel leitet sich vom Berg Achalm ab. Sie waren stammesverwandt mit den Grafen von Urach und werden übergreifend auch als zusammenhängendes Geschlecht der Achalm-Uracher bezeichnet.
Während die Linie der Achalmer schon 1098 nach nur zwei Generationen erlosch, mündete eine Uracher Linie ins Fürstenhaus Fürstenberg.

## Geschichte

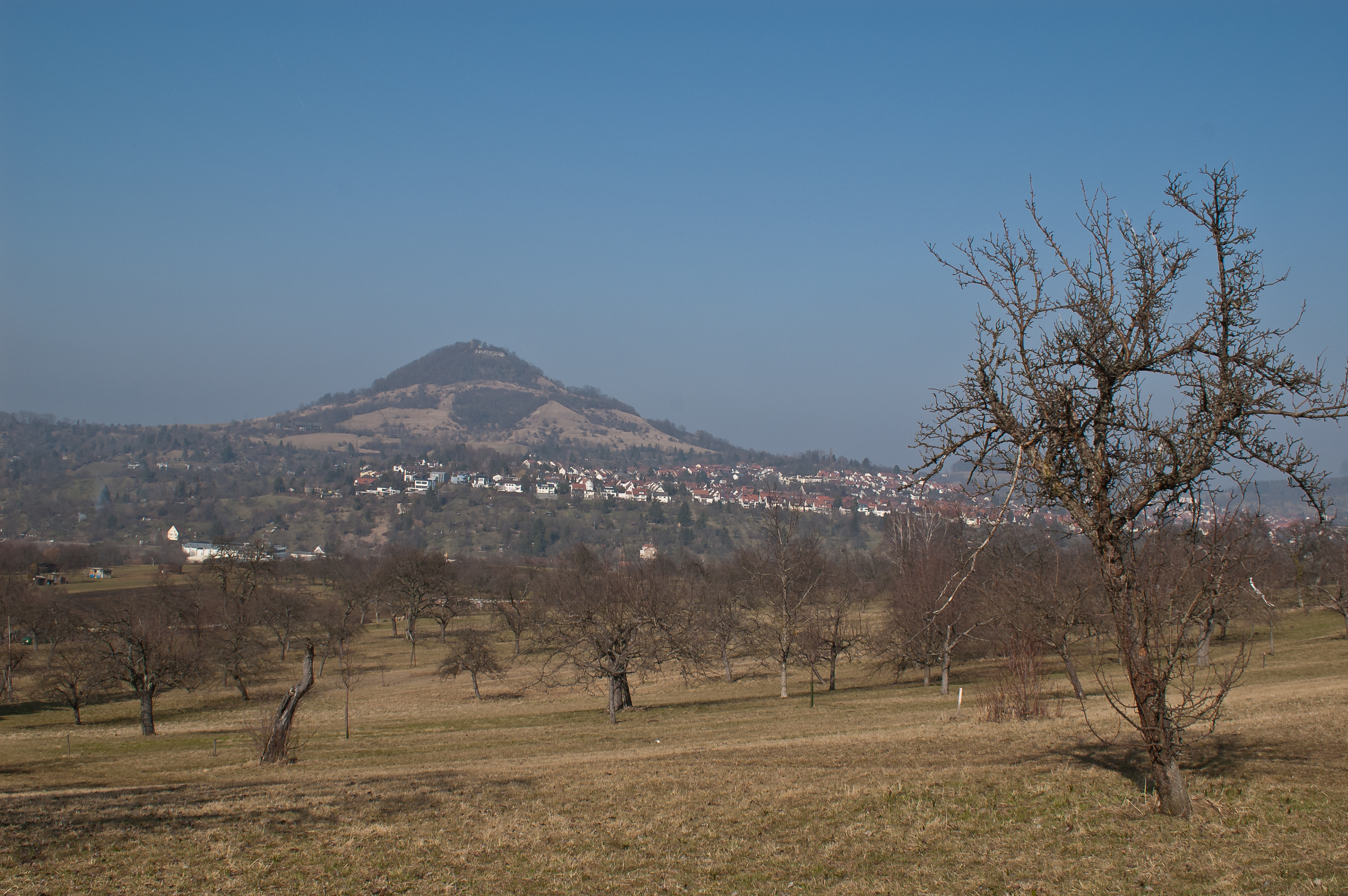
Blick auf die Achalm, ein Zeugenberg vor dem Albtrauf

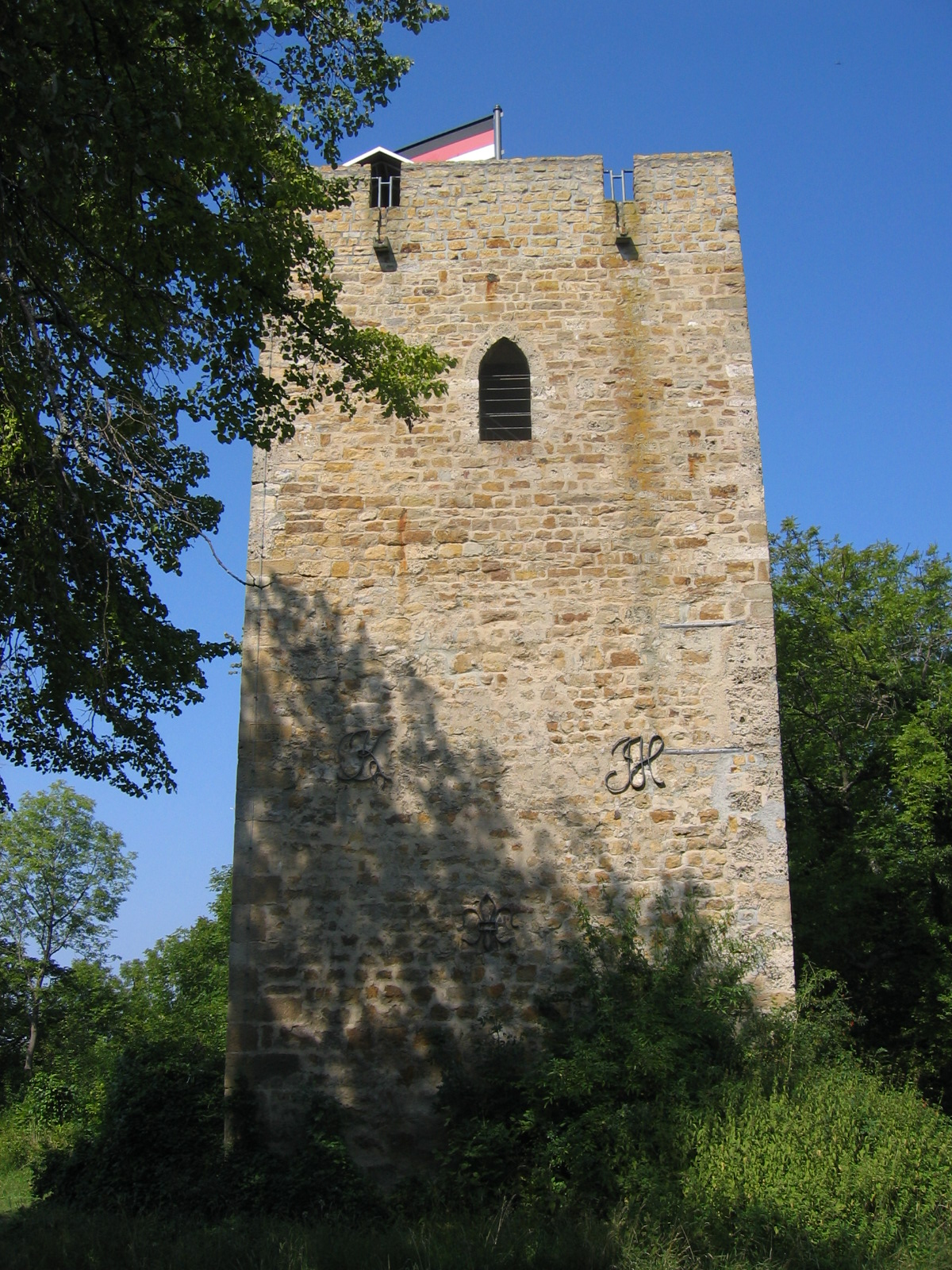
Rekonstruierter Bergfried der Burg Achalm

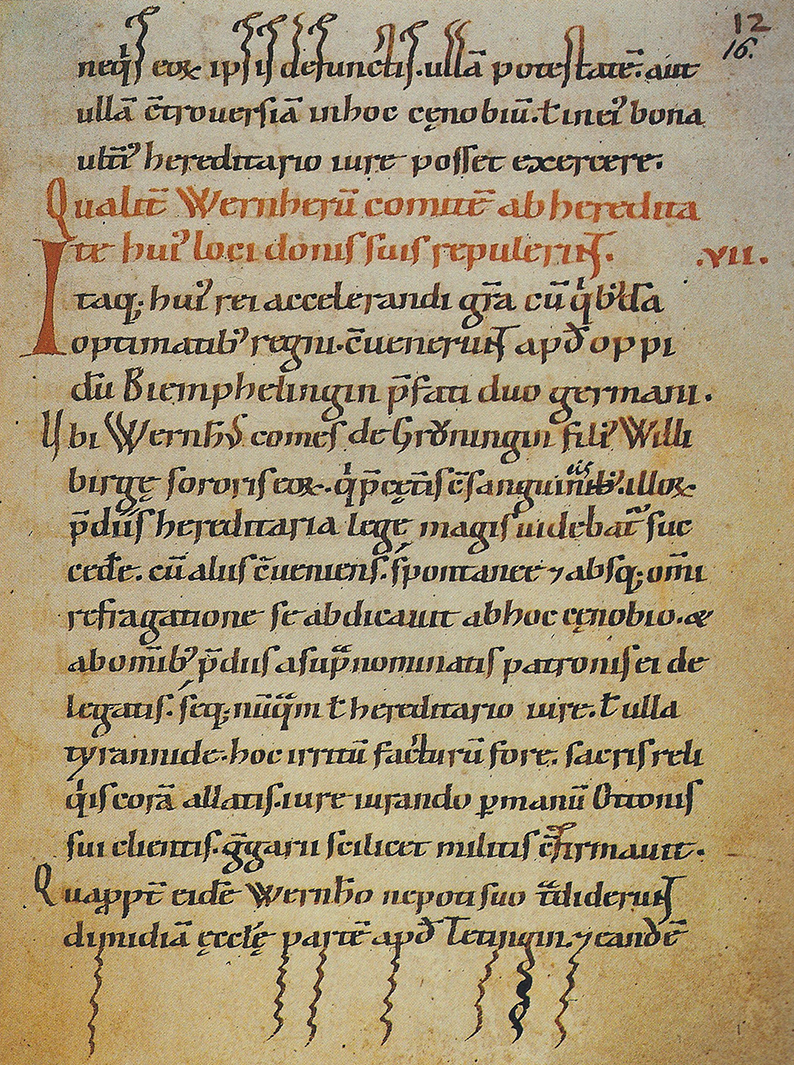
Titel des Bempflinger Vertrags

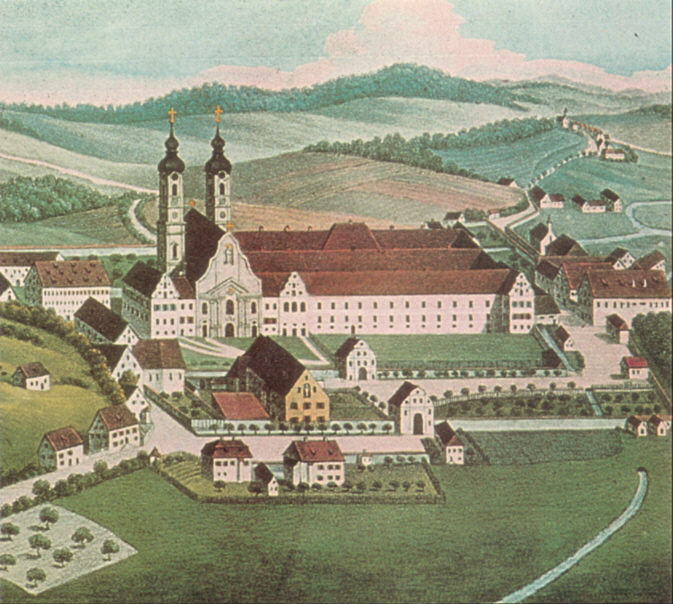
Von Achalmern gestiftet: Kloster Zwiefalten (1826)

In der ersten Hälfte des 11. Jahrhunderts erschienen zwei Brüder im Swiggerstal (das heutige Ermstal), Egino I. von Dettingen und Rudolf von Achalm, deren Herkunft urkundlich nicht belegt ist. Beide hatten Besitz im Schwäbischen, im Zürichgau und Thurgau.
Aufgrund von Besitztradition und Namenshäufigkeit wird in älteren Darstellungen eine Nachkommenschaft von dem Adelsgeschlecht der Unruochinger vermutet. Neuere Darstellungen schließen auf eine Herkunft aus dem ostfränkischen Raum. Beides könnte seine Verknüpfung durch eine Abstammung der Gebrüder von einem Egino mit Herkunft aus Ostfranken und der Königstochter Mathilde finden. Mathilde ist eine Tochter von König Konrad von Burgund und damit Enkeltochter von Berta von Schwaben. Letztere ist wiederum eine Nachkommin der Unruochinger, über ihren Ur-Ur-Großvater Eberhard von Friaul.
Sichtbare Hinweise auf den frühen ehemaligen Stammsitz in Dettingen an der Erms geben nur noch die im Bempflinger Vertrag genannte und als Grabesstätte genutzte Kirche (später Stiftskirche) sowie der Zwiefalter Hof (Zehnthof des Klosters Zwiefaltens). Über die bauliche Gestalt des Herrenhofes im 11. Jahrhundert ist nichts bekannt. Lediglich befindet sich auf der Gemarkung eine Gewannbezeichnung „Auf der Burg“ welche urkundlich 1454 als „Burgstall“ (=Burgstelle) genannt wird und auf eine früh abgegangene Burg hinweisen könnte. Die Karte „Burgen zwischen Alb und mittlerem Neckar“ zeigt in Dettingen einen Freiadelssitz von hochadligen Grafen vor 1050 und einen Ministerialensitz 1051 bis 1300 mit vermuteter Flach-(Wasser-)Burg mit unsicherem Standort nach 1200 bis 1300. Ministeriale und Ritter „von Tettingen“ sind bis circa 1250 durch Schenkungen unter anderem an das Kloster Zwiefalten belegt. Der ehemalige separate Dettinger Ortsteil Schneckenhofen (1360 „Schneggenhoven“ von snaga=Mantel den die Franken trugen) weist auf freie kleinadelige fränkische Bewohner hin und könnte einen Zusammenhang zur möglichen ostfränkischen Herkunft von Egino I von Dettingen und Rudolf von Achalm aufweisen.
Der ältere Bruder Egino, ein Unterstützer der salischen Kaiser, begann um 1040 die Burg Achalm zu erbauen, die nach seinem Tod von dem jüngeren Rudolf vollendet wurde.
Durch die Heirat Rudolfs mit Adelheid von Wülflingen, einer Tochter des Grafen Liutold von Mömpelgard und Schwester des Erzbischofs Hunfried von Ravenna, erweiterte sich der Achalmer Herrschaftsbereich um die Grafschaft Mömpelgard und um Besitz im Thurgau. Rudolf und Adelheid hatten zehn Kinder.
Die beiden Erben Rudolfs – Kuno und Liutold – verwalteten ihren Besitz als Grafen von Achalm gemeinsam. Später (1086) benannte sich Kuno „von Wülflingen“ nach der von seiner Mutter in die Familie gebrachten Burg Alt-Wülflingen. Er hielt 1055/56 im Auftrag von Kaiser Heinrich III. (HRR) den Regensburger Bischof Gebhard III. auf seiner Burg gefangen.
Liutold blieb kinderlos und Kuno hatte keine legitimen Nachkommen. Daher stifteten beide mit einem großen Teil ihres Besitzes das Kloster Zwiefalten, in dem Liutold zuletzt als Mönch lebte und dann am 18. August 1098 verstarb, nachdem er 1092 der Welt, gichtkrank wie er war, den Rücken kehrte. Beide wurden im Kloster Zwiefalten begraben. Andere Besitzungen, darunter auch die Burg Achalm, fielen durch den Bempflinger Vertrag an ihren Neffen Werner IV. von Grüningen, der jedoch auch ohne männlichen Erben starb. Das Reichssturmfähnrichsamt, das von vier Werners, die sich Grafen von Grüningen nannten, ausgeübt worden war, fiel an die Herren von Württemberg.
Nach dem Verschwinden der Achalmer gingen Burg und Grafschaft Achalm in den Besitz von Verwandten der Zähringer über, die Gammertinger und Neuffen-Sulmetinger, wobei unter letzteren ein Urenkel des Egino I. von Dettingen war: Berthold I. von Weissenhorn-Neuffen, 1170/82 Graf von Achalm.

## Die Pfandschaft Achalm im Dreißigjährigen Krieg
Als Kaiser Ferdinand III. nach der für ihn siegreichen Schlacht bei Nördlingen Herrschaften an Familienmitglieder und Hofbeamte verschenkte, war es für die Interessenten wichtig, Rechtsansprüche nachzuweisen, so schwach diese auch sein mochten. Seine Schwägerin Erzherzogin Claudia von Österreich-Tirol, die in Innsbruck vormundschaftlich das Kernland Tirol und die vorderösterreichischen Besitzungen regierte, erhob Ansprüche auf drei württembergische Herrschaften: die Pfandschaften Hohenstaufen und Achalm sowie die Herrschaft Blaubeuren. Bei der Pfandschaft Achalm handelte es sich um einen fiktiven Herrschaftsverband von 33 Dörfern in den württembergischen Ämtern Urach, Tübingen und Münsingen. Tatsächlich kam Erzherzogin Claudia 1636/37 in den Besitz dieser Dörfer; im Schloss Pfullingen wurde eine österreichische Verwaltung eingerichtet. Es kam zu einer starken Konkurrenz mit den württembergischen Amtsträgern, welche nach wie vor die Herrschaft für sich beanspruchten. Aber es gelang den österreichischen Beamten, eine flächendeckende Verwaltung aufzubauen. Obwohl es nicht wie vorgesehen gelang, die Einwohner der Dörfer zum Katholizismus zurückzuführen, bauten die österreichischen Beamten auch eine eigene Verwaltung für die protestantischen Kirchengemeinden auf.
Als Hauptgegner der Erzherzogin trat der Kommandant der Festung Hohentwiel, Konrad Widerholt, auf. Seine Soldaten überfielen mehrmals das Schloss Pfullingen und andere Orte, verübten Raubüberfälle und brachten österreichische Beamte um. Dadurch wurde die Herrschaft der Erzherzogin geschwächt. Trotzdem blieb sie im Besitz der Pfandschaft Achalm, und in den Westfälischen Friedensverhandlungen wurde heftig um die drei Gebiete im Herzogtum Württemberg gerungen. Im Westfälischen Frieden vom Oktober 1648 erhielt Herzog Eberhard III. von Württemberg sein Land in dem Umfang zurück, wie er es vor dem Krieg besessen hatte. Zu diesem Zeitpunkt regierte in Innsbruck bereits der Sohn von Erzherzogin Claudia, Erzherzog Ferdinand Karl.
Im späten 18. Jahrhundert ließ Kaiserin Maria Theresia noch einmal juristisch prüfen, ob das Haus Habsburg Ansprüche auf die Pfandschaft Achalm stellen könne. Diese Angelegenheit verlief jedoch im Sand, weil es zweifelhaft erschien, dass diese Ansprüche nach so langer Zeit noch geltend gemacht werden könnten.

## Stammliste
1. Egino I. von Dettingen, der Ältere († um 1050, in Straßburg begraben), Graf von Achalm und Urach, begann um 1040 die Burg Achalm zu erbauen
Seine Nachkommen waren die Grafen von Urach
2. Rudolf I. von Achalm († 24. September ----, begraben in Dettingen, später ins Kloster Zwiefalten umgebettet), Graf von Achalm, vollendete den Bau der Achalm
⚭ Adelheid von Wülflingen († 29. August 1065), Tochter des Grafen Liutold von Mömpelgard, Schwester des Erzbischofs Hunfried von Ravenna
  1. Kuno von Achalm (* um 1025/30; † 16. Oktober 1092), Graf von Achalm, ab 1086 Graf von Wülflingen.
Nichteheliche Kinder mit Berta:
    1. Liutold
    2. Marquard
    3. Theoderich von Achalm († 2. August 1116), ab 1086 Abt von Petershausen

  2. Mathilde von Achalm (Urach), Erbin der Grafschaft Wülflingen  (* 1030)
 ⚭ Kuno I. von Lechsgemünd, von Harburg an der Wörnitz und zu Frontenhausen (* 1040; † 21. September 1091)
  3. Liutold von Achalm († 18. August 1098), erscheint erstmals 1075 als Graf von Achalm, Mönch
Linie Achalm endet. Siehe Grafen von Urach
  4. Egino von Achalm († 14. November 1077), Graf von Achalm
⚭ Sophie
  5. Rudolf († 1061 oder später)
  6. Hunfried († als Kind, begraben in Dettingen, später ins Kloster Zwiefalten umgebettet)
  7. Berengar († als Kind, begraben in Dettingen, später ins Kloster Zwiefalten umgebettet)
  8. Werner II. von Achalm (* um 1048; † 14. November 1079), 1065–1079 Bischof von Straßburg
  9. Willebirg von Achalm (* 1028; † nach 1053)
⚭ Werner III. von Grüningen († 24. Februar 1065; gefallen als Reichssturmfähnrich bei der Schlacht zu Ingelheim)
    1. Werner IV. von Grüningen († 22. Februar 1121)
Achalm fällt nach Werners Tod an das Haus Gammertingen, d. h. an die Herren von Würtermberg

  10. Mathilde von Achalm († 30. September 1092/94), Mechthild von Horburg, Gräfin von Lechsgemünd
⚭ Kuno I. von Lechsgemünd († 1092/94), Graf von Lechsgemünd
    1. Adelheid von Frontenhausen (* vor 1078; † zwischen 1104/1105 und 1111/1112)

  11. Beatrix von Achalm, Äbtissin von Eschau

Anmerkung: Die für diese Zeit dürftige Quellenlage beschränkt sich auf Vermerke in Ortliebi Zwifaltensis Chronicon 1.1, 1.5, 1.8, 1.14, 1.17; Bertholdi Zwifaltensis Chronicon 1.18; Casus Monasterii Petrishusensis 3.3; Notæ Zwifaltenses; Necrologium Zwifaltense.